# Horváth Károly (súlyemelő)
Horváth Károly (Győr, 1947. június 17. – Budapest, 2004. június 10.) magyar súlyemelő, válogatott és olimpiai kerettag.

## Élete
Budapesten vízszerelőként és bádogos-vízszerelőként végzett. 
1962–1965 a Vasas-Dinamó SE, 1966–72 a Kinizsi Húsos súlyemelője.

## Eredményei
- 1965. Ifjúsági Országos Bajnok 1. helyezett váltósúlyban
- 1966. Országos Bajnokság 2. helyezett váltósúly
- 1967. Országos Bajnokság 3. helyezett váltósúly
- 1968. Országos Bajnokság 3. helyezett középsúly
- 1969. Országos Bajnokság 3. helyezett váltósúly
- 1970. Országos Bajnokság 2. helyezett váltósúly
- 1971. Országos Bajnokság 2. helyezett középsúly
- 1972. Országos Bajnokság 3. helyezett középsúly
- 1972. Válogatott és olimpiai kerettag